# Richard Dindo
Richard Dindo est un cinéaste documentariste suisse né le 5 juin 1944 à Zurich et mort le 12 février 2025 à Paris,,.

## Filmographie

### Acteur

#### Télévision
Téléfilms
- 2016 : Richard Dindo, Pages Choisies : lui-même

### Réalisateur

#### Cinéma
Filmographie établie à partir du site du cinéaste Richard Dindo.
- 1970 : La Répétition
- 1971 : Dialogue
- 1972 : Peintres naïfs en Suisse orientale
- 1973 : Des Suisses dans la guerre d’Espagne
- 1975 : L’Exécution du traître à la patrie Ernst S. (film)
- 1977 : Raimon, chansons contre la peur
- 1978 : Hans Staub, reporter-photographe
- 1978 : Clément Moreau, graphiste utilitaire
- 1981 : Max Frisch, Journal I-III
- 1983 : Max Haufler, le muet
- 1985 : El Suizo, un amour en Espagne
- 1977 : Dani, Michi, Renato & Max
- 1991 : Arthur Rimbaud, une biographie
- 1992 : Charlotte Salomon, vie ou théâtre?
- 1994 : Ernesto “Che” Guevara, le Journal de Bolivie
- 1996 : Une Saison au Paradis
- 1997 : Le cas Grüninger
- 1999 : HUG, hôpitaux universitaires de Genève
- 1999 : Genet à Chatila
- 2002 : Enquête et mort à Winterthur
- 2003 : Aragon, le roman de Matisse
- 2003 : Ni Olvido ni Perdon (Ni oubli ni pardon)
- 2004 : Trois jeunes femmes (entre la vie et la mort)
- 2005 : Qui était Kafka?
- 2006 : La Maternité des HUG
- 2007 : La Lupa, „che fortuna essere felici“
- 2009 : The Marsdreamers
- 2010 : Gauguin à Tahiti et aux Marquises
- 2011 : Le Conservatoire de musique de la ville de Prague
- 2011 : Making-of Two Days in New York de Julie Delpy
- 2014 : Homo faber (trois femmes)
- 2015 : La Maison des Femmes
- 2018 : Le Voyage de Bashô

#### Courts-métrages
- 1970 : Die Wiederholung.

#### Reportage
- 2013 : Des Femmes qui aiment des hommes jeunes (émission Temps Présent, Radio Télévision Suisse).